# مکینتاش پلاس
مکینتاش پلاس (به انگلیسی: Macintosh Plus) یک رایانه شخصی که در سال 1986 توسط شرکت اپل به عنوان سومین مدل از رایانه‌های مک رونمایی کرد.
مکینتاش پلاس اولین محصول از سری رایانه‌هاهای مک بود که پس از اخراج استیو جابز از اپل تولید و عرضه می‌شد. این محصول همچنین اولین رایانه‌ای به حساب میامد که اپل آن را به درگاه SCSI متصل کرده بود.
این رایانه شخصی آخرین محصول موفق اپل در دوران ترک جابز از اپل به حساب میامد. پس از این محصول، شرکت اپل توانایی جلب مشتریان و خریداران را از دست داد و نتوانست همانند زمان مدیریت جابز موفقیت‌های مختلف را کسب کند. دوران حکم رانی مکینتاش پلاس به عنوان یک رایانه موفق توسط اپل تنها پس از معرفی iMac G3 به عنوان اولین محصول از خانواده آیمک پایان یافت.